# Boglárka Mező
Boglárka Mező (24 de septiembre de 1987) es una deportista húngara que compite en esgrima en silla de ruedas. Ganó una medalla de plata en los Juegos Paralímpicos de París 2024, en la prueba de florete por equipos.

## Palmarés internacional
| Juegos Paralímpicos | Juegos Paralímpicos | Juegos Paralímpicos | Juegos Paralímpicos |
| Año                 | Lugar               | Medalla             | Prueba              |
| ------------------- | ------------------- | ------------------- | ------------------- |
| 2024                | París (Francia)     | Medalla de plata    | Florete por equipos |